# Sereus
Sereus was Hertog van Aquitanië van 589 tot 592.

## Context
Na het tumult rond usurpator Gundowald profiteerden de Vascones van de situatie om een autonoom gebied te verkrijgen. Koning Gontram van Bourgondië stuurde zijn generaals, eerst Desiderius en daarna Austrovald om orde op zaken te stellen, zonder veel succes. Ook Sereus kon de situatie niet keren. Toen koning Gontram in 592 stierf werd de titel van Hertog van Aquitanië niet verlengd.
Koning Theuderik II zat in 602 met de Vascones aan tafel en het Hertogdom Vasconia werd opgericht.